# Mikael Håfström
Jan Mikael Håfström (nascido em 1º de julho de 1960, em Lund, Suécia) é um roteirista e diretor de cinema sueco. Håfström dirigiu o thriller de exorcismo O Ritual, baseado num romance de Matt Baglio.

## Filmografia
- Terrorns finger (1989) (TV) (dirigido)
- Hassel – De giriga (1992) (TV) (escrito e dirigido)
- Botgörarna (1992) (TV) (escrito e dirigido)
- Vendetta (1995) (TV) (dirigido)
- Skuggornas hus (1996) (TV) (dirigido)
- Chock 1 (1997) (TV) (dirigido)
- Chock 2 – Kött (1997) (TV) (escrito)
- Sjätte dagen (1999) (TV) (escrito)
- Days Like This (Leva livet) (2001) (escrito e dirigido)
- Kopps (2003) (co-escrito)
- Evil (Ondskan) (2003) (co-escrito e escrito)
- Drowning Ghost (Strandvaskaren) (2004) (escrito e dirigido)
- Derailed (2005)
- 1408 (2007)
- Shanghai (2010)
- O Ritual (2011)
- Escape Plan (2013) (dirigido)
- Túneis (previsão  de 2014)